# Batalha de Camarón
A Batalha de Camarón ocorrida em 30 de abril de 1863 entre a Legião Estrangeira Francesa e o Exército mexicano, é considerada pela Legião como um momento decisivo na sua história. Uma pequena patrulha de infantaria liderada pelo capitão Jean Danjou e pelos tenentes Maudet e Vilain, totalizando 62 soldados e três oficiais, foi atacada e sitiada por uma força mexicana que chegou atingir 2 000 soldados de infantaria e cavalaria, e foi forçada a tomar uma posição defensiva nas proximidades da fazenda Camarón, em Camarón de Tejeda, Veracruz, México. A conduta atribuída à Legião neste combate é mística e Camarón tornou-se, dentro das fileiras da Legião, sinónimo de coragem e luta até a morte.

## Antecedentes
Como parte da intervenção francesa no México, um exército francês comandado por Conde de Lorencez, sitiava a cidade mexicana de Puebla. Temendo problemas de logística, os franceses enviaram um comboio com 3 milhões de francos, material e munições para o cerco. A III Companhia da Legião Estrangeira foi encarregada de proteger o comboio, sendo o capitão Danjou o comandante.

## A batalha
Em 30 de abril, à 1 hora da madrugada, o soldados estavam a caminho. Às 7 horas da manhã, após uma marcha de 15 milhas, pararam em Palo Verde para descansar e preparar o café-da-manhã. Logo depois, uma força do Exército mexicano de 800 cavaleiros foi avistada. Capitão Danjou ordenou o destacamento a assumir formação em quadrado e, apesar de recuarem, causaram as primeiras perdas pesadas ao exército mexicano, principalmente ao maior alcance do rifle francês.
Buscando uma posição mais defensável, Danjou ocupou as proximidades da fazenda Camarón, uma hospedagem protegida por um muro de três metros de altura. Seu plano era manter ocupadas as forças mexicanas para evitar ataques contra o comboio que estava nas proximidades. Enquanto os legionários preparavam-se para defender a hospedagem, o comandante mexicano, o coronel Milan, exigiu a rendição de Danjou e de seus soldados, ressaltando a superioridade numérica do Exército mexicano. Danjou respondeu: "Temos munições. Não vamos nos render."
Aproximadamente às 11 horas, as tropas mexicanas receberam reforços, com a chegada de 1 200 soldados de infantaria. A hospedagem se incendiou, mas os franceses haviam perdido toda a água no início da manhã, quando mulas foram perdidas durante o recuo.
Ao meio-dia, o capitão Danjou foi baleado no peito e morreu, seus soldados continuaram lutando, apesar todas as adversidades sob o comando do segundo tenente Vilain, que resistiu durante quatro horas antes de cair durante um ataque das tropas mexicanas.
Às 17 horas apenas 12 legionários permaneciam em torno do segundo tenente Maudet. Logo depois às 18 horas, com munição esgotada, os últimos soldados sob o comando do tenente Maudet, desesperadamente montaram uma carga de baioneta.
O coronel Milan, comandante dos mexicanos, evitou que seus homens cortassem os legionários sobreviventes em pedaços. Quando os seis últimos sobreviventes foram convidados a se renderem, eles requisitaram aos soldados mexicanos o retornar à base com a sua bandeira, manter suas armas e escoltar o corpo do capitão Danjou. Milan concordou com os termos dos franceses comentando: "O que posso recusar-se a esses homens? Não, estes não são homens, são demônios.", e, por respeito, concordou com estes termos.

## Consequências e notas

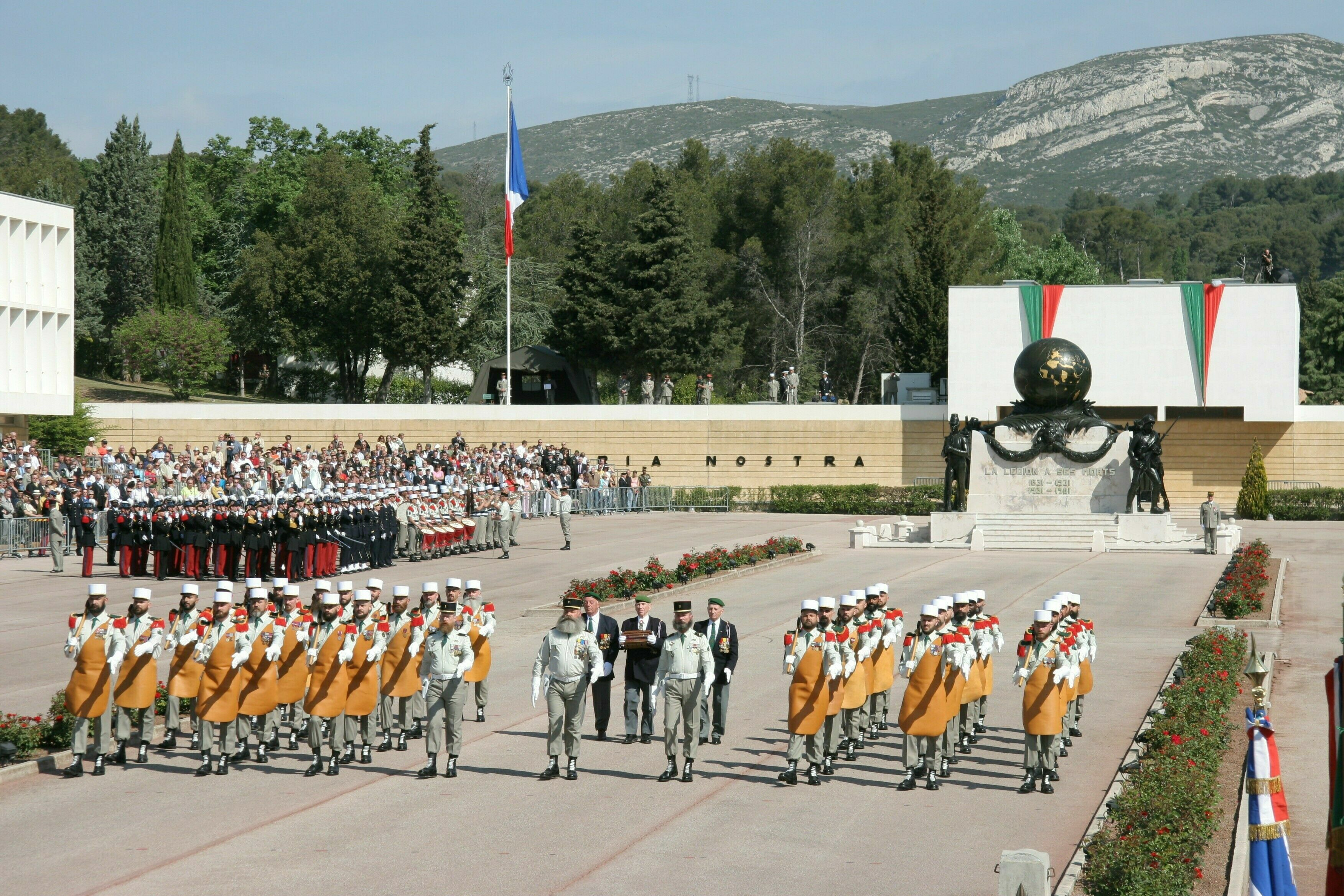
Cada ano, a Legião Estrangeira Francesa comemora a batalha de Camarón em sua sede, em Aubagne

O comboio de abastecimento dos franceses com sessenta carroças e cento e cinquenta mulas com peças de artilharia, medicamentos, víveres e francos franceses, escoltada por duas outras companhias de legionários chegou a salvo em Puebla. Os mexicanos não conseguiram conter o cerco e a cidade caiu em 17 de maio.
Capitão Danjou era um soldado profissional e havia perdido a mão esquerda durante uma expedição de mapeamento na campanha da Argélia. Ele tinha uma mão prostética, de madeira articulada e pintada para se assemelhar a uma luva, presa a seu antebraço esquerdo. Negligenciada por ambos, franceses e mexicanos que vieram para enterrar os seus mortos, a mão foi encontrada mais tarde por um agricultor anglo-francês, Langlais, e foi vendida e levada para a casa da Legião Estrangeira.
Em decorrência dessa batalha Napoleão III de França determinou inscrever na bandeira de todos os regimentos estrangeiros a inscrição "Camerone 1863". Todos os militares franceses passaram a fazer a apresentação de armas ao passar pelo local da batalha em gesto de homenagem. Em 1892 foi construído um monumento com uma inscrição em latim rezando: "Eles foram aqui menos de sessenta, opostos a todo um exército que lhes destruiu a vida antes que a coragem abandonasse seus soldados franceses".
No dia 30 de abril é comemorado como "Dia de Camarón", um dia importante para os legionários. A mão protética de madeira do Capitão Danjou é trazida para a exposição durante cerimônias especiais. A mão é o artefacto mais importante na história da Legião e o legionário que a carrega durante desfile em sua caixa protetora é tido como grande prestígio e honra concedida.

## Visitando o lugar da batalha
O local da batalha pode ser visitado na aldeia de Camarón de Tejeda. Esta aldeia era anteriormente conhecida como El Camarón, e mais tarde como Adalberto Tejeda, Tejeda Villa ou  Camarón Tejeda.
Na aldeia há um monumento erguido pelo governo mexicano em 1964, homenageando os soldados mexicanos que lutaram na batalha. Há também um memorial nos arredores da aldeia. O memorial tem uma plataforma elevada, que abrange o local de descanso dos restos mortais de soldados franceses e mexicanos desenterrados nos anos 1960.
Todos os anos, em 30 de abril, o governo mexicano tem cerimónias anuais no memorial, com um desfile de várias unidades militares mexicanas. A aldeia tem uma festa no mesmo dia. As cerimônias são, por vezes com a participação de representantes do exército francês, e o lugar também é visitado por veteranos aposentados da Legião Estrangeira Francesa.
As coordenadas da aldeia são Lat. 19,0216 °; Long. -96,6154.